# Mobilier urbain anti-SDF

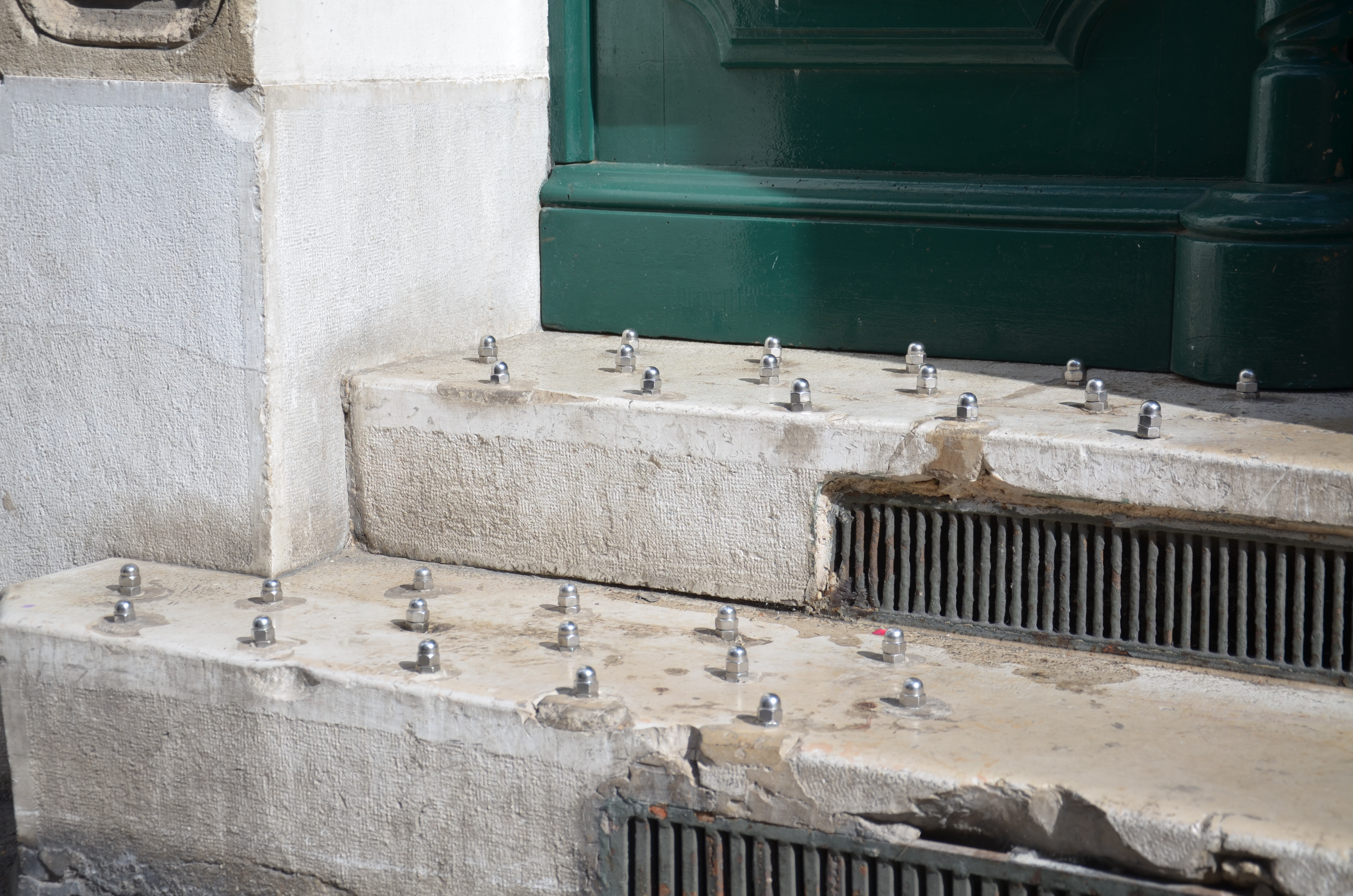
Boulons installés sur le perron d'un immeuble, pour dissuader de s'y asseoir.

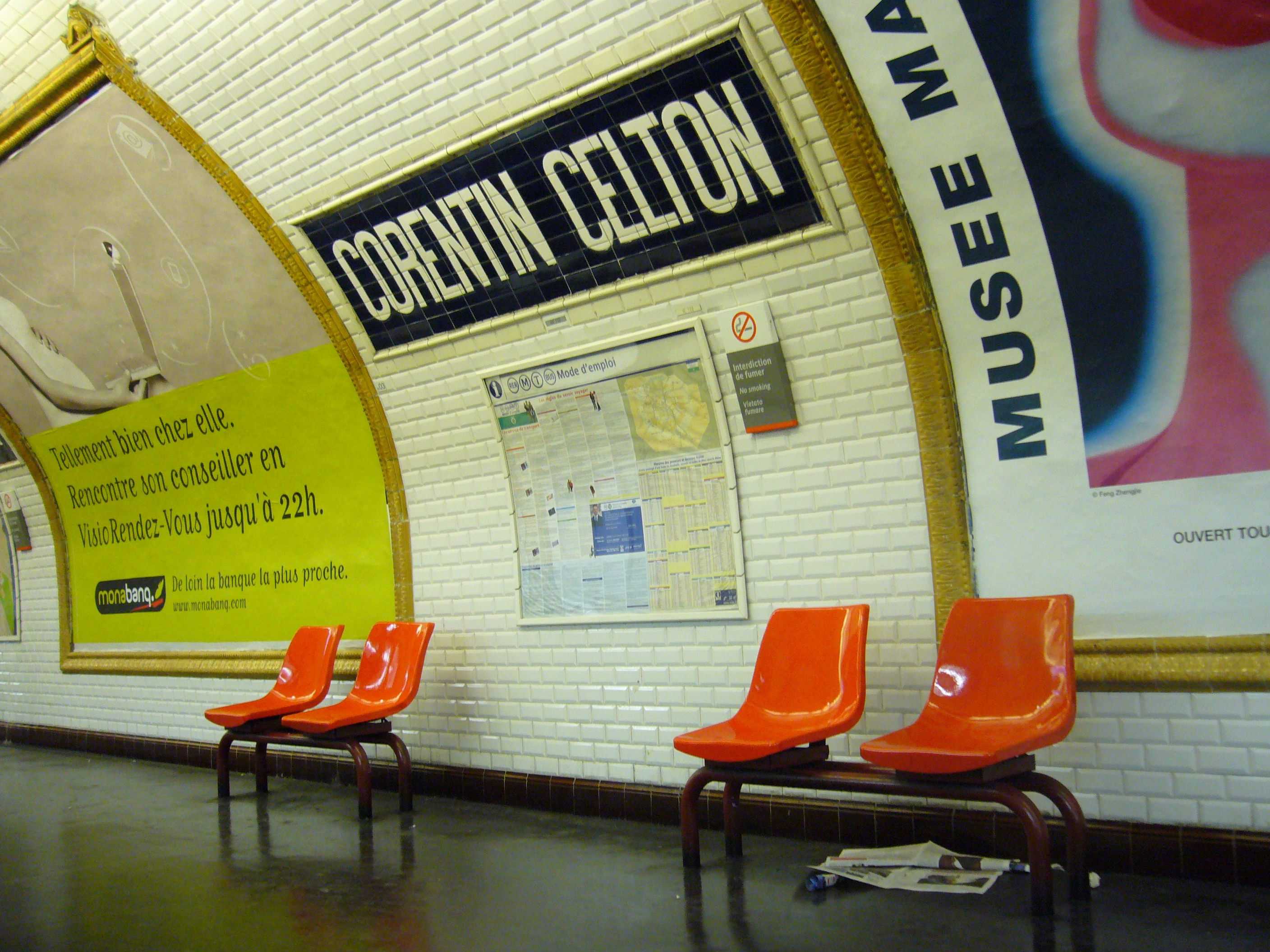
La mise en place de sièges au lieu de bancs dans les espaces publics peut être interprétée comme une mesure contre leur utilisation par les sans-abris.

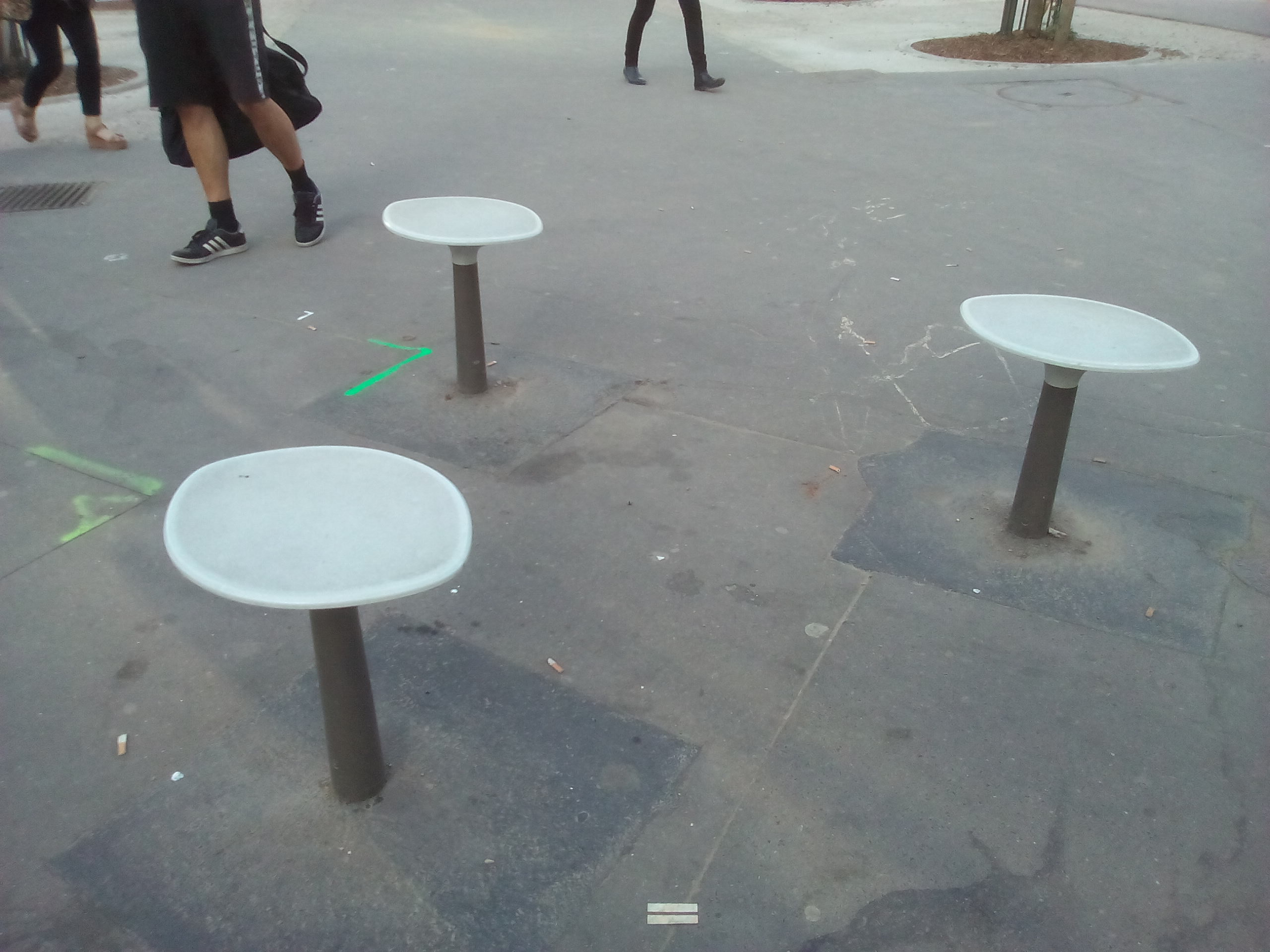
Sièges individuels (type banc Champignon) sur la place Jussieu, à Paris.

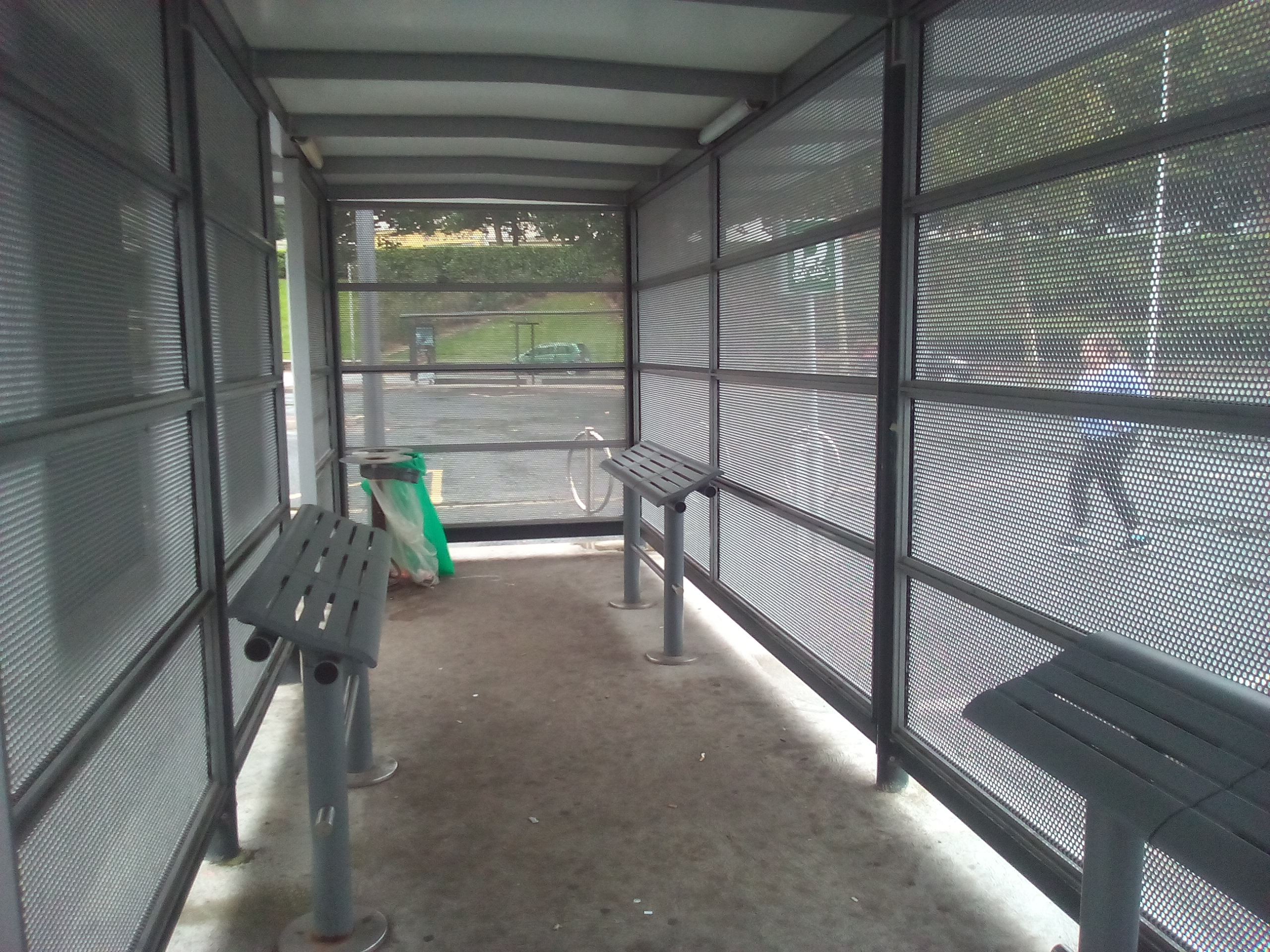
Abri pour voyageurs avec bancs ischiatiques, à la gare de Fécamp.

Le mobilier urbain anti-SDF, aussi appelé architecture hostile, est un type de mobilier urbain visant à empêcher que des personnes occupent trop longtemps un espace public, notamment près des commerces ou dans les lieux à forte circulation. Ce procédé relève de la prévention situationnelle ou de politiques sécuritaires.

## Principe
Le mobilier urbain anti-SDF a pour vocation de rendre inconfortable l'occupation prolongée d'un espace, ou douloureuse toute utilisation couchée ou allongée. Il peut aussi parfois s'agir d'accumuler du mobilier urbain pour restreindre les possibles attroupements.
Parmi les techniques utilisées figurent : 
Le choix d'une forte inclinaison d'un banc public, l'individualisation des assises au détriment des bancs rend plus difficile le fait de s'y allonger et d'y dormir, le fait de faire des bancs courts ou bien l'usage de pics ou pavés.
Le retrait pur et simple de banc comme dans certaines stations de métro ou gares à New-York[réf. nécessaire]

## Critiques
Des collectifs critiquent et dénoncent l'ampleur de ce genre de dispositif, notamment The Survival Group en 2009.
Certaines de ces dispositions peuvent pénaliser des personnes non-SDF par cette dissuasion, qu'il s'agisse des femmes enceintes, des personnes porteuses de handicap, des personnes en surpoids ou de personnes âgées.
Le mobilier urbain anti-SDF n'a pas vocation à réduire le nombre de SDF mais de les repousser ailleurs.

## Canada
Au Canada, les infrastructures hostiles ou anti-sans abris sont utilisées afin de déplacer la population sans abris des endroits publics populaires comme les centres-villes. Les structures hostiles sont populaires chez les commerces privés afin d’éloigner les sans-abris à l’avant de leurs magasins. Les infrastructures varient de forme et d'utilisation. Par exemple, les pics anti-sans abris sont utilisés afin d’empêcher les personnes de se coucher sur un endroit public, les bosses rendent l’endroit inconfortable et des séparateurs de banc sont utilisés afin d'empêcher les gens, soit les sans-abris, de s'allonger. 
En 2014, après une réception publique négative et une dénonciation de la population, le maire de Montréal Denis Coderre a encouragé les commerces à enlever les infrastructures anti-sans abris afin de faire de la ville un endroit inclusif aux sans-abris. En 2019, les infrastructures anti-sans abris, dont les pics, sont toujours utilisées par les commerçants à l’avant de leurs commerces.

## France
En 2019, 2020 et 2024, la Fondation pour le logement des défavorisés organise les cérémonies « Les Pics d'Or » récompensant, de façon satirique, le mobilier urbain anti-SDF,.